# Holger Laumann
Holger Laumann (født 16. december 1942 i Århus, død 6. november 2007 på Frederiksberg) var en dansk musiker, komponist og pædagog.
Holger Laumann tog diplomeksamen i obo på Det Jyske Musikkonservatorium i 1972. I årene derefter virkede han som pædagog, musiker, komponist, arrangør, orkesterleder og igangsætter, der fik stor betydning for udviklingen af den rytmiske musik i Danmark. 
I begyndelsen af 1960’erne spillede han i Randers-gruppen Safari Jazz med blandt andre den fra Rolling Stones senere kendte trommeslager Charlie Watts. I slutningen af 1960’erne dannede han gruppen Tears, hvor Anne Linnet var en af frontfigurerne.

## Privatliv
Han var fra 1974 til 1985 gift med Anne Linnet, med hvem han fik børnene Eva og Jan Martin, som siden har skiftet navn til henholdsvis Evamaria og Marcus.